# Daniel Dolan
Biskup Daniel Lytle Dolan (ur. 28 maja 1951 w Detroit, zm. 26 kwietnia 2022) – amerykański biskup rzymskokatolicki o poglądach sedewakantystycznych. 

## Życiorys
Do kapłaństwa zaczął przygotowywać się w 1965, w archidiecezjalnym przedseminarium w Detroit. Kontynuował naukę w seminarium Bractwa Świętego Piusa X w Ecône, gdzie został wyświęcony na księdza przez abpa Marcela Lefebvre'a 29 czerwca 1976. Jako seminarzysta zaczął skłaniać się ku hipotezie sedewakantystycznej.
W 1977 ks. Dolan wrócił do USA, gdzie rozpoczął pracę w amerykańskim dystrykcie FSSPX. W 1983 dziewięciu księży, w tym ks. Dolan, opuściło FSSPX i założyło Bractwo Świętego Piusa V. W późniejszych latach Dolan odłączył się od niego.
30 listopada 1993 biskup Mark Pivarunas wyświęcił ks. Dolana na biskupa.
W październiku 2007 bp Dolan przebywał w Polsce (Kraków i Częstochowa) z wizytą apostolską, podczas której udzielił Sakramentu Bierzmowania grupie wiernych.